# Castlevania: Lords of Shadow 2
Castlevania: Lords of Shadow 2 é um jogo de ação e aventura e sequência direta do jogo Castlevania: Lords of Shadow. O jogo foi desenvolvido pela MercurySteam e publicado pela Konami. Ele é a última contribuição da MercurySteam para com a franquia Castlevania. A história se passa tanto em tempos medievais quanto modernos, continuando a história de Drácula, agora enfraquecido e determinado em recuperar seus poderes para derrotar Satã.

## Jogabilidade
Como no jogo anterior,o jogador controla Gabriel Belmont,agora conhecido como Drácula, lutando e agindo em um mundo semi-aberto. Durante o prólogo do jogo,o jogador será capaz de controlar Drácula enquanto este ainda possuía todos os seus poderes,bem como todas as suas armas. A arma principal de Drácula é o Blood Whip (chicote de sangue),uma arma extremamente similar à Combat Cross (Cruz de Combate) do primeiro Lords of Shadow.Substituindo o sistema de magia do jogo anterior,surgem armas com propriedades bastantes similares: a Void Sword (Espada do Vazio) e Chaos Claws (garras do caos).Enquanto a Void Sword restaura sua saúde por meio dos seus golpes,as Chaos Claws podem quebrar defesas inimigas, além de realizarem inúmeros golpes massivos.O jogo também conta com uma câmera móvel,algo que não estava disponível no primeiro Lords of Shadow 

## Enredo

### Prólogo
Tendo lugar após os acontecimentos de Mirror of Fate, o jogo começa com Drácula sentado em sua sala do trono, bebendo sangue de um cálice que ele está segurando. Depois de alguns momentos de silêncio, um súbito eco ecoa pelo corredor. Ao ouvir o barulho, Drácula ergue os olhos e vê a grande porta da câmara sendo quebrada do outro lado. Depois de tomar um breve gole do sangue restante no cálice, ele se levanta e lentamente caminha do seu trono (jogando fora o seu cálice desde que está vazio agora), para enfrentar a ameaça que se aproxima: a Irmandade da Luz.
Drácula logo descobre que a Irmandade está invadindo seu castelo com legiões de soldados, bem como um colossal titã mecânico. Depois de derrotar vários soldados dentro da sala do trono, Drácula confronta Roland de Ronceval, um Paladino de Ouro, em uma varanda externa do castelo. Ele lentamente faz o seu caminho até o Titã, simultaneamente lutando contra vários soldados da Fraternidade, bem como o Paladino de Ouro ao longo do caminho. Depois de enganar o Paladin em explodir vários bloqueios que mantêm diferentes partes do Titã no lugar, ele finalmente atinge a fonte do poder do Titã: um grande cristal azul. Drácula então vomita uma grande quantidade de sangue ácido sobre o cristal, transformando-o em vermelho e finalmente destruindo o titã. Com a destruição deste, que lentamente começa a quebrar, uma grande destruição na área é provocada, ocasionando a morte dos soldados da Fraternidade no processo.
Após a batalha, e quando a poeira finalmente baixa, o Lorde vampiro sobe nos restos do Titã e continua batalhando com o Paladino de Ouro. Derrotado, o Paladino puxa uma grande cruz e começa a rezar. Drácula explica que o poder de Deus não pode destruí-lo, já que ele também foi escolhido por Deus. Drácula então toca a cruz (para o choque do Paladino) e começa a orar ao lado dele, causando uma erupção maciça de luz que fere o Paladino e todos os restantes soldados da Fraternidade, deixando Drácula sozinho e ileso. Depois de tudo isso, Alucard é visto de pé atrás de Drácula. 

### O Retorno de Drácula
"Let's get done with it."
Drácula aceita a missão de Zobek
Depois de séculos de sono, Drácula acorda, enfraquecido. O Príncipe das Trevas deseja recuperar seus poderes antigos, e se livrar de sua imortalidade. Zobek, preocupado com o retorno iminente de Satan, pede a seu velho "amigo" para ajudá-lo a parar o Diabo, com a oferta de acabar com a imortalidade de Gabriel através do uso da famosa arma Assassina de Vampiros (Vampire Killer), em troca.
Drácula decide sair da catedral, e caminha nas ruas da cidade. Um jovem Trevor aparece próximo e Drácula decide segui-lo. Ele encontra um monstro algumas ruas depois de seguir o garoto. Como ele ainda está enfraquecido, Drácula é facilmente derrotado por seu oponente. No entanto, antes que o monstro possa acabar com Drácula, uma figura misteriosa aparece e mata a criatura antes que Drácula desmaie.
Ele acorda em um quarto escuro e encontra uma família humana observando-o. Morrendo por uma gota de sangue, Drácula brutalmente assassina a família e alimenta-se dela, recuperando sua aparência jovem no processo. Zobek aproxima-se dele, e explica a Drácula o que ele deve fazer para deter Satan e seus Acólitos. Drácula deve recuperar seus poderes, como ele é o único que pode derrotar Satan. O Príncipe das Trevas usa um portal para se tele transportar para o Distrito da Ciência, a fim de encontrar o primeiro acólito de Satan.

### O primeiro Acólito
"Stay with us, my Prince... don't go..." 
O Castelo de Drácula, pedindo que ele fique
Após a chegada, Drácula usa seu poder de sangue para recuperar a sua roupa. Ele então infiltra a Bioquimek Corporation. Ao entrar e fazer o seu caminho para o edifício, o jovem Trevor aparece-lhe e diz-lhe para seguir se ele deseja recuperar sua espada. Seguindo o garoto, o ambiente muda ao redor de Drácula para o seu Castelo. Explorando o castelo, Drácula encontra a Espada do Vazio (Void Sword). No entanto, o sangue vivo do castelo fala a Drácula e diz-lhe que os habitantes do castelo não querem que ele saia e começa a desmoronar os pisos abaixo dele para impedi-lo de alcançar a Espada.
Drácula consegue escapar e alcançar a Espada. O Castelo cria o Golem de Pedra e faz ele atacar Drácula. Derrotando o Golem, Drácula adquire a Primordial Void Gem e usa seus poderes de gelo para prosseguir. Ele encontra um Cavaleiro Vampiro agredindo Trevor, que ele rapidamente pára. O sangue do Castelo toma posse do Cavaleiro Vampiro e desafia Drácula. Ao derrotar as criaturas, Trevor dá a ao Príncipe o Medalhão do Lobo Branco (White Wolf Medallion), permitindo-lhe teleportar de volta ao mundo real, convocando um lobo branco para guiá-lo.
Uma vez no mundo real, Drácula encontra um grupo de cientistas liderados por Raisa Volkova que estão fazendo um vírus demoníaco que transforma as pessoas em monstros. Raísa também se revela como o Acólito de Satan e os dois batalham. Usando a Espada do Vácuo, Drácula a derrota e traz seu corpo inconsciente de volta a Zobek para ser interrogada. 

## Desenvolvimento
O jogo foi anunciado na E3 2012. A intenção dos desenvolvedores era a de se jogar com Drácula pela primeira vez na série Castlevania, concluindo assim a história da releitura.Apesar de a prequela ter sido bem recebida,os designers notaram que o jogo tinha muitas falhas que precisavam ser corrigidas, assim como na jogabilidade. Isso incluía a dependente redução excessiva do jogo em Quick time Events, a retirada da câmera fixa por uma que poderia ser girada em 360º, e a melhora dos framerates. Ao invés da reciclagem dos elementos de jogos anteriores,a equipe decidiu redesenhar o motor de jogo. Devido ao fato de o primeiro Lords of Shadow ter sido considerado muito linear pelos desenvolvedores,a sequência sofreu mais mudanças nestes aspectos; O jogo foi feito em mundo aberto para dar ao jogador uma sensação de exploração e evitar as transições entre os níveis. Apesar do começo ser linear, o jogador terá várias opções com o decorrer de seu progresso no jogo. Isso também foi feito para contrastar outras séries de Hack and slash como God of War e Devil May Cry. O design da cidade moderna foi um grande obstáculo para os programadores do jogo. A equipe havia feito anteriormente jogos em mundos abertos,mas ficaram desapontados com a sua qualidade. Lords of Shadow 2 será de fato a melhoria em relação àqueles.